# Seznam dílů seriálu Císařovna
Toto je seznam dílů seriálu Císařovna. Německý historický televizní seriál Císařovna (německy Die Kaiserin, anglicky The Empress) měl premiéru 29. září 2022 na streamovací platformě Netflix. Dne 8. listopadu 2022 byl obnoven pro druhou řadu a její premiéra se uskutečnila 22. listopadu 2024.
Netflix si také objednal doprovodný román The Empress: A Novel, jehož autorkou je Gigi Griffis. Vyšel dva dny před premiérou seriálu ve streamovací službě.

## Přehled řad
| Řada | Díly | Premiéra na Netflixu |
| ---- | ---- | -------------------- |
| 1    | 6    | 29. září 2022        |
| 2    | 6    | 22. listopadu 2024   |

## Seznam dílů

### První řada (2022)
| Č. v seriálu | Č. v řadě | Původní název                        | Český název                   | Režie                         | Scénář                                              | Premiéra na Netflixu |
| ------------ | --------- | ------------------------------------ | ----------------------------- | ----------------------------- | --------------------------------------------------- | -------------------- |
| 1            | 1         | Ein Platz in der Welt                | Tvoje místo na světě          | Florian Cossen a Katrin Gebbe | Katharina Eyssen, Bernd Lange a Janna Maria Nandzik | 29. září 2022        |
| 2            | 2         | Die Ankunft                          | Příjezd                       | Florian Cossen a Katrin Gebbe | Katharina Eyssen, Bernd Lange a Janna Maria Nandzik | 29. září 2022        |
| 3            | 3         | Die Hochzeit                         | Svatba                        | Florian Cossen a Katrin Gebbe | Katharina Eyssen, Bernd Lange a Janna Maria Nandzik | 29. září 2022        |
| 4            | 4         | Die Jagd                             | Hon                           | Florian Cossen a Katrin Gebbe | Katharina Eyssen, Bernd Lange a Janna Maria Nandzik | 29. září 2022        |
| 5            | 5         | Die Schuhe                           | Boty                          | Florian Cossen a Katrin Gebbe | Katharina Eyssen, Bernd Lange a Janna Maria Nandzik | 29. září 2022        |
| 6            | 6         | Der Gott, den man die Freiheit nennt | Bůh, který nám seslal svobodu | Florian Cossen a Katrin Gebbe | Katharina Eyssen, Bernd Lange a Janna Maria Nandzik | 29. září 2022        |

### Druhá řada (2024)
| Č. v seriálu | Č. v řadě | Původní název            | Český název        | Režie                         | Scénář                                              | Premiéra na Netflixu |
| ------------ | --------- | ------------------------ | ------------------ | ----------------------------- | --------------------------------------------------- | -------------------- |
| 7            | 1         | Ein Thronfolger          | Následník trůnu    | Florian Cossen a Katrin Gebbe | Katharina Eyssen, Bernd Lange a Janna Maria Nandzik | 22. listopadu 2024   |
| 8            | 2         | Der Traum                | Sen                | Florian Cossen a Katrin Gebbe | Katharina Eyssen, Bernd Lange a Janna Maria Nandzik | 22. listopadu 2024   |
| 9            | 3         | Ein Brief der Kaiserin   | Dopis od císařovny | Florian Cossen a Katrin Gebbe | Katharina Eyssen, Bernd Lange a Janna Maria Nandzik | 22. listopadu 2024   |
| 10           | 4         | Die Sterne am Tag        | Hvězdy přes den    | Florian Cossen a Katrin Gebbe | Katharina Eyssen, Bernd Lange a Janna Maria Nandzik | 22. listopadu 2024   |
| 11           | 5         | Der Wald in uns          | Les v nás          | Florian Cossen a Katrin Gebbe | Katharina Eyssen, Bernd Lange a Janna Maria Nandzik | 22. listopadu 2024   |
| 12           | 6         | Alles was wir tun können | Nezbývá než doufat | Florian Cossen a Katrin Gebbe | Katharina Eyssen, Bernd Lange a Janna Maria Nandzik | 22. listopadu 2024   |